# Триба
Триба (лат. tribus — „племе“) била је територијална и изборна јединица у Римској републици, имала је један глас у трибутској скупштини.
Увођење територијалних триба приписује се римском краљу Сервију Тулију који је подијелио римску територију на четири градске трибе (лат. tribus urbanae) и седамнаест сеоских триба (лат. tribus rusticae). Касније се број сеоских триба повећао на тридесет и једну. По римском предању, римско становништво се првобитно дијелило на три трибе — Рамни (Латини), Тицији (Сабињани) и Луцери (Етрурци).